# Szepligetella xanthotoma
Szepligetella xanthotoma är en stekelart som först beskrevs av Jean-Jacques Kieffer 1911.  Szepligetella xanthotoma ingår i släktet Szepligetella och familjen hungersteklar. Inga underarter finns listade i Catalogue of Life.